# Altiplà de Bié
L'altiplà de Bié o altiplà Central d'Angola és un altiplà que ocupa la major part del centre de Angola. L'elevació de l'altiplà està compresa entre els 1.520 m i els 1.830 m, encara que el seu punt més alt, el Morro do Moco, assoleix els 2.619 m i és el punt més elevat del país.
El seu clima és fresc i té prou pluja per a permetre el cultiu de cafè, blat de moro, arròs, sisal, canya de sucre i maní. En les parts més elevades cau més precipitació, però disminueix gradualment en el seu interior. Al voltant de la meitat de la població rural d'Angola resideix en l'altiplà de Bié. El Caminho de Ferro de Benguela connecta la regió amb la costa i les principals ciutats són Huambo i Kuito.
Al centre de l'altiplà neixen alguns rius africans importants, que discorren en diverses direccions:
- el riu Cunene, d'una longitud d'1.050 km, que discorre en adreça sud i desguassa en l'Atlàntic;
- el riu Cuanza, un riu de 965 km que s'encamina cap al nord-oest i desguassa en l'Atlàntic;
- el riu Zambezi, un llarg riu de 2.574 km que es feia l'est i desguassa en l'Índic;
- el Cubango-Okavango, un altre llarg riu d'1.700 km, que s'encamina cap al sud i després al sud-est i desguassa en l'Atlàntic;
- el riu Kwango, un llarg afluent del riu Congo d'1.100 km, que es dirigeix cap al nord;
- el riu Kasai, un altre llarg afluent del riu Congo de 2.153 km, que es dirigeix cap a l'est i després al nord;
- el riu Kwilu, un llarg afluent del Kassai, que es dirigeix cap al nord;

En les serres de la part occidental de l'altiplà neixen diversos rius costaners que de seguida arriben a l'Atlàntic.